# Viktor Tegelhoff
Viktor Tegelhoff (22. prosince 1918 Ružomberok – 11. září 1991 Bratislava) byl slovenský fotbalový útočník, který nastupoval za slovenskou i československou reprezentaci a později trenér.

## Sportovní kariéra
Hrál za ŠK Ružomberok (1933–1934, 1936–1942), ŠK Sokolče (1935–1936) ŠK/Sokol NV/Slovan Bratislava (1942–1956) a Slavoj Piešťany (1956–1957). Se Slovanem získal jeden titul mistra Slovenska (1943/44) a čtyři tituly mistra ČSR (1949, 1950, 1951 a 1955) a nastřílel za něj 86 ligových branek. První mistrovský titul v roce 1949 pod vedením trenéra „Jima“ Šťastného byl historický – byla prolomena hegemonie pražských mužstev Slavie a Sparty. Útok Sokola NV Bratislava ve složení Laskov, Pažický, Tegelhoff, Preis a Šimanský nastřílel soupeřům většinu gólů.
Za slovenskou reprezentaci nastoupil v letech 1943–1944 ke třem zápasům a v československé reprezentaci odehrál v letech 1946–1953 deset utkání. Jednou startoval i v reprezentačním B-mužstvu ČSR. Byl prvním Slovákem v československé fotbalové reprezentaci po druhé světové válce (7. dubna 1946 nastoupil v Paříži proti Francii při porážce 0:3). Jako kapitán reprezentačního mužstva ČSR nastoupil poprvé 30. října 1949 v Ostravě proti Polsku, kde Československo zvítězilo 2:0.
Na podzim 1956 přestoupil ze Slovanu Bratislava do Slavoje Piešťany, kde jeho kariéru hrajícího trenéra přerušilo zatčení a vykonstruovaný politický proces v roce 1957.
Byl zatčen 29. května 1957 příslušníky StB z Prahy (StB na Slovensku se o tom dozvěděla až na poslední chvíli) a spolu s hráči Slovanu Michalem Benedikovičem, Ladislavem Steinerem a Pavlem Beňou byl nespravedlivě odsouzen za kontakty s emigranty. Tegelhoff dostal 5 roků nepodmíněně a strávil téměř 3 roky v uranových dolech v Jáchymově (lágr Mariánská). Z vězení byl propuštěn 12. května 1960 na základě amnestie prezidenta republiky Antonína Novotného. Po návratu měl zakáz hrát ve vyšších soutěžích a proto působil jako hrající trenér v Pozemních stavbách Bratislava.
Po skončení aktivní činnosti se věnoval trenérské práci. V letech 1964–1977 trénoval mládež v Interu Bratislava, se kterým v letech 1970, 1971 a 1972 vyhrál „velký“ žákovský turnaj v Přelouči (neoficiální mistrovství Československa). Jednu sezonu trénoval B-mužstvo Interu Bratislava (1967).
Viktor Tegelhoff je členem klubu ligových kanonýrů (na Slovensku od roku 2013, v ČR od 2020), když ve 266 ligových zápasech dal 113 gólů. Za Ružomberok dal 27 a za ŠK Bratislava (Sokol NV, Slovan) zbylých 86 branek.
Během své úspěšné fotbalové kariéry obdržel několik ocenění – „Mistr sportu“ (1955), „Zlatý odznak československého fotbalového svazu“ (1972), Osobnost města Piešťany (2004), Čestné uznání města Přelouče (1976). Je po něm pojmenována ulice u stadionu Tehelné pole (Ulica Viktora Tegelhoffa) a dětské hřiště. V lednu 1991 byl Viktor Tegelhoff plně rehabilitován.
V edici „Belasé legendy“ vydal Tomáš Černák o Viktoru Tegelhoffovi knihu, která byla pokřtěna 31. března 2019 Antonem Urbanem u příležitosti otevření nového stadionu Tehelné pole.